# Cezary Jankowski
Cezary Jankowski (ur. 10 lipca 1977 w Głogowie) – polski aktor teatralny, filmowy i telewizyjny. Absolwent PWST we Wrocławiu. Aktor w Teatrze Powszechnym im. Jana Kochanowskiego w Radomiu i Teatrze im. Stefana Żeromskiego w Kielcach,Teatrze Powszechnym w Łodzi,Teatrze Capitol w Warszawie.

## Filmografia
- 2014 – Prawo Agaty jako inżynier (odc. 61)
- 2011 – Hotel 52 jako policjant (odc. 51)
- 2010 – Nowa jako Paweł
- 2008-2009 – Ojciec Mateusz
- 2008 – Czas honoru (odc. 11)
- 2007-2008 – Twarzą w twarz jako policjant
- 2007 – Determinator jako komisarz
- 2007 – Barwy szczęścia jako policjant
- 2007 – Pitbull jako Adwokat Ewy Mroczek (odc. 15)
- 2007 – Glina jako Tajniak (odc. 15)
- 2006 – Francuski numer
- 2005-2007 – Magda M. jako Janusz Walewicz
- 2004-2008 – Kryminalni jako ochroniarz
- 2004-2006 – Bulionerzy jako kierowca pułkownika Czapkowskiego
- 2003 – Na Wspólnej jako Kurier
- 2003 – Bao-Bab, czyli zielono mi jako żołnierz
- 2003-2008 – Fala zbrodni
- 2002-2010 – Samo życie jako barman
- 2000-2010 – M jak miłość jako dostarczyciel kwiatów
- 2008-1999 – Życie jak poker jako  dziennikarz
- 1997 – Klan jako kolega Darka z wojska

## Ważniejsze role teatralne
- Nie opuszczaj mnie w reż. Piotra Szczerskiego
- Romeo i Julia w reż. Adama Sroki
- Medytacje nad Księgą Rodzaju  w reż. Adama Sroki
- Siedmiu przeciw Tebom w reż. Jacka Papisa